# عبد المطلب بن محمد
عبد المطلب بن محمد كان الداعي المطلق الطيبي الإسماعيلي الرابع عشر في اليمن، من عام 1345 حتى وفاته عام 1354. وخلف علي شمس الدين الأول، ثم خلفه عباس بن محمد.

## العائلة
اسمه سيدنا عبد المطلب هو ابن الداعي الثاني عشر محمد بن حاتم. وكان أخوه هو الداعي الخامس عشر عباس بن محمد.

## الحياة
وقد عهد سيدنا عبد المطلب إلى أخيه سيدنا عباس بمهمة نشر التعليم.
سعى الشريف إبراهيم بن عبد الله حاكم صنعاء إلى الاستيلاء على الأراضي الخاضعة لسلطة سيدنا عبد المطلب، لكنه تراجع. ومنذ ذلك الحين ظلت العلاقات ودية.

## الوفاة
توفي في 24 رجب سنة 755 هـ (8 آب 1354م). يقع قبر الداعي مع قبور الداعي السادس عشر والسابع عشر في حصن زمارمار الواقع على قمة التل. الساحة الصغيرة فيها قبر مأذونهم أحمد بن علي بن حنظلة. وعلى قمة التل لا تزال بقايا مسجد وبعض المباني وخزانات المياه موجودة.

## معرض الصور

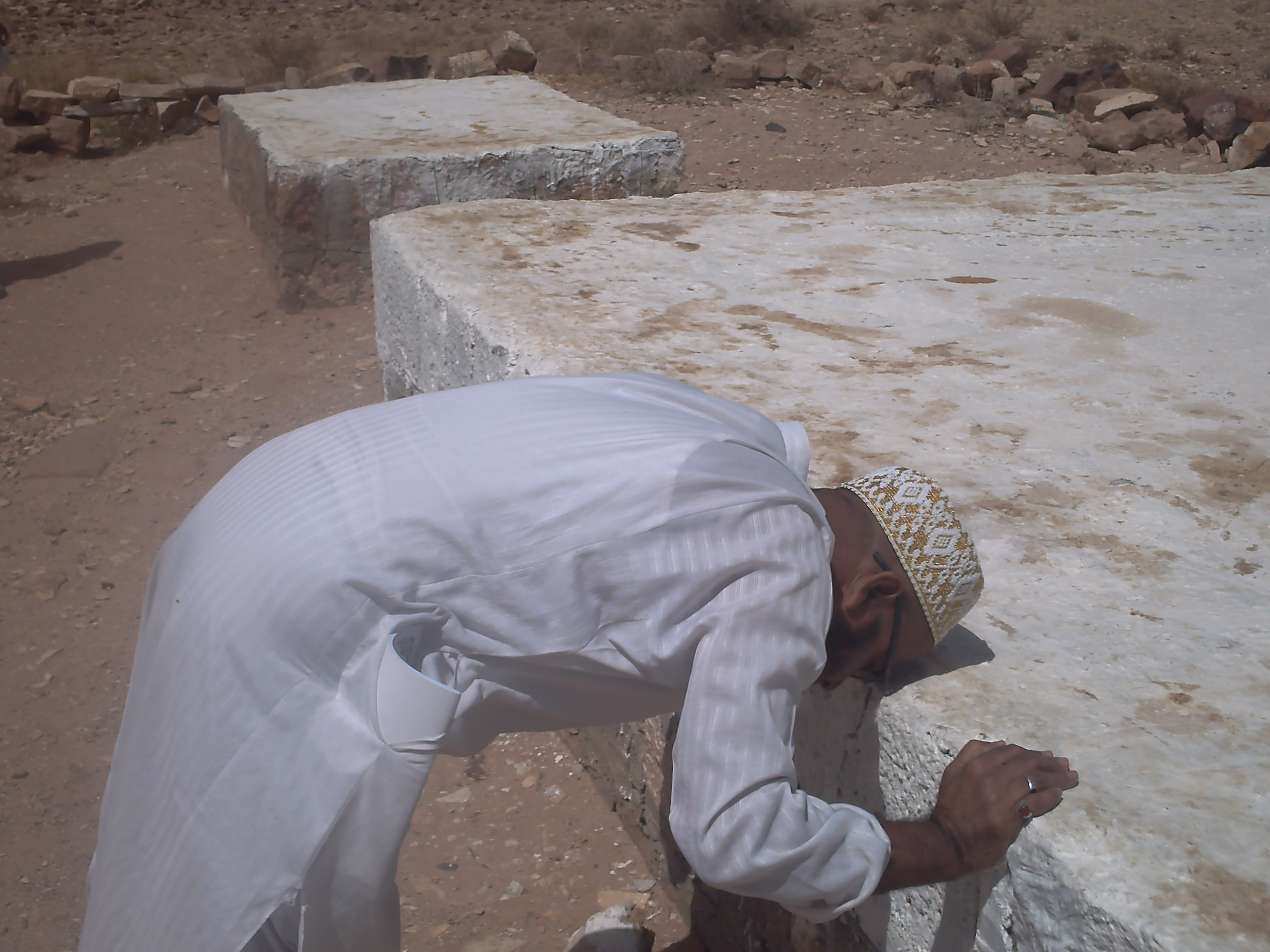
قبر الداعي الرابع عشر والسادس عشر والسابع عشر (الأكبر) حصن ذمارمر، اليمن
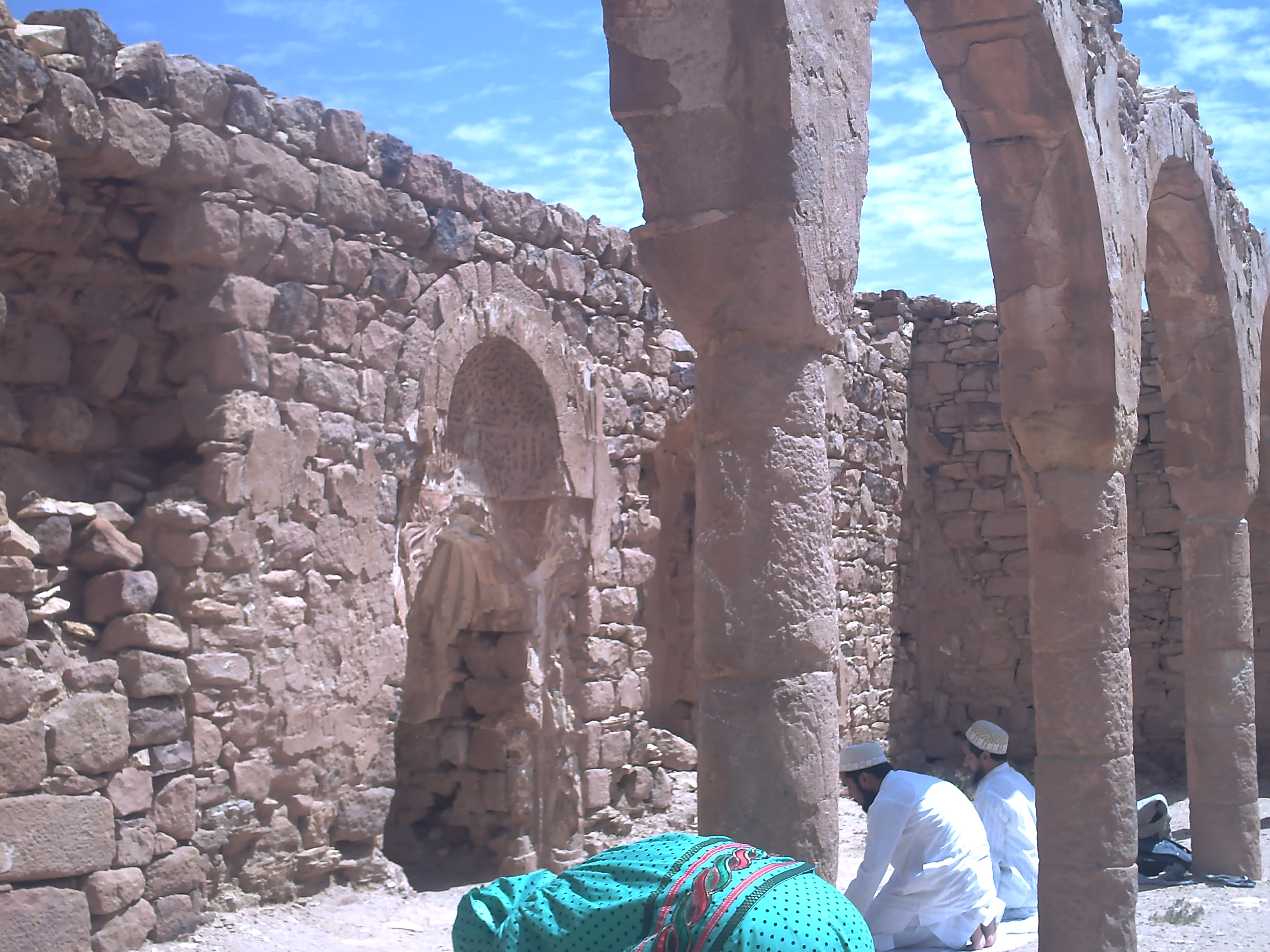
مسجد الداعي في حصن ذمارمر، اليمن
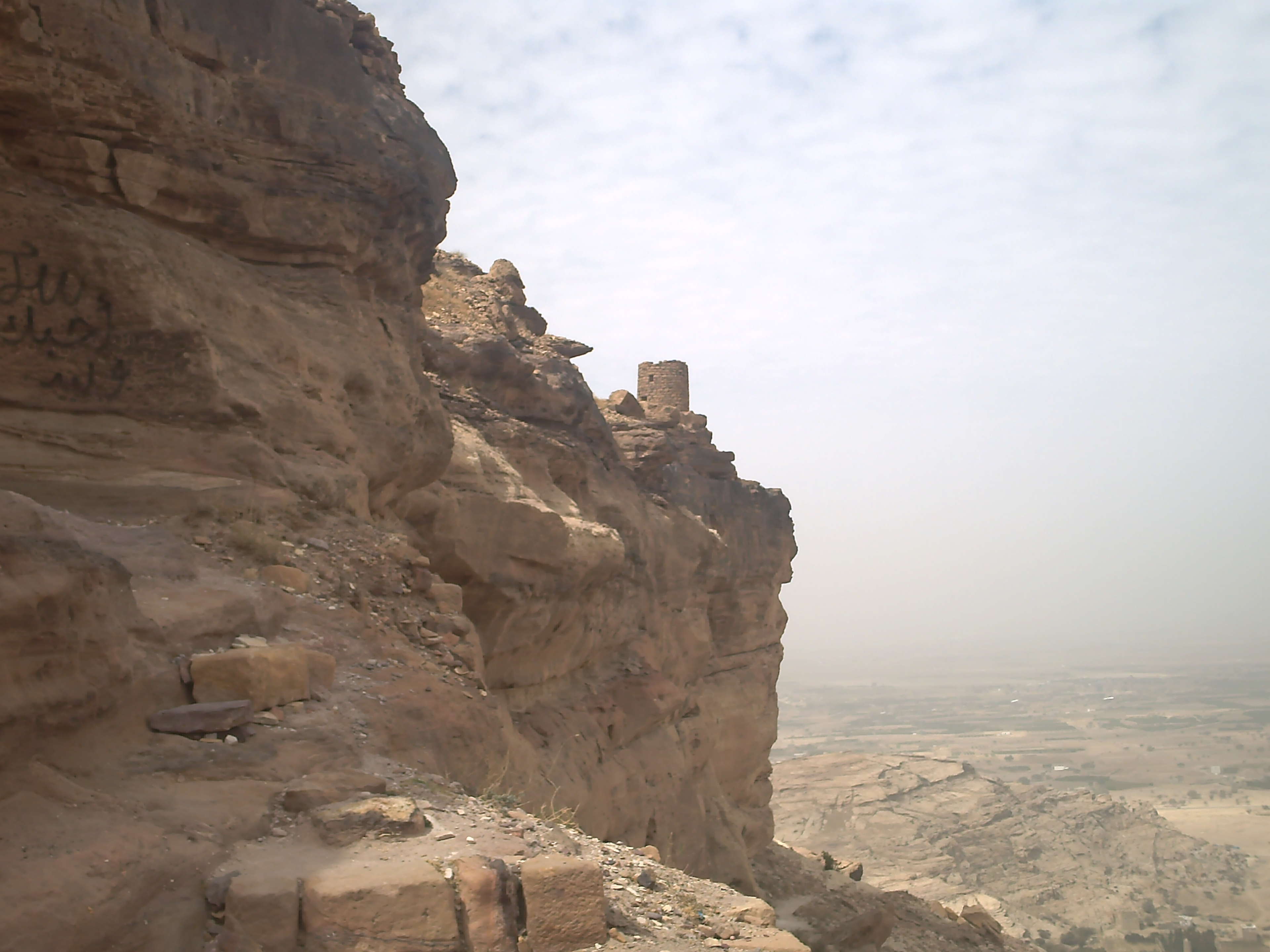
حصن زمارمار على قمة التل
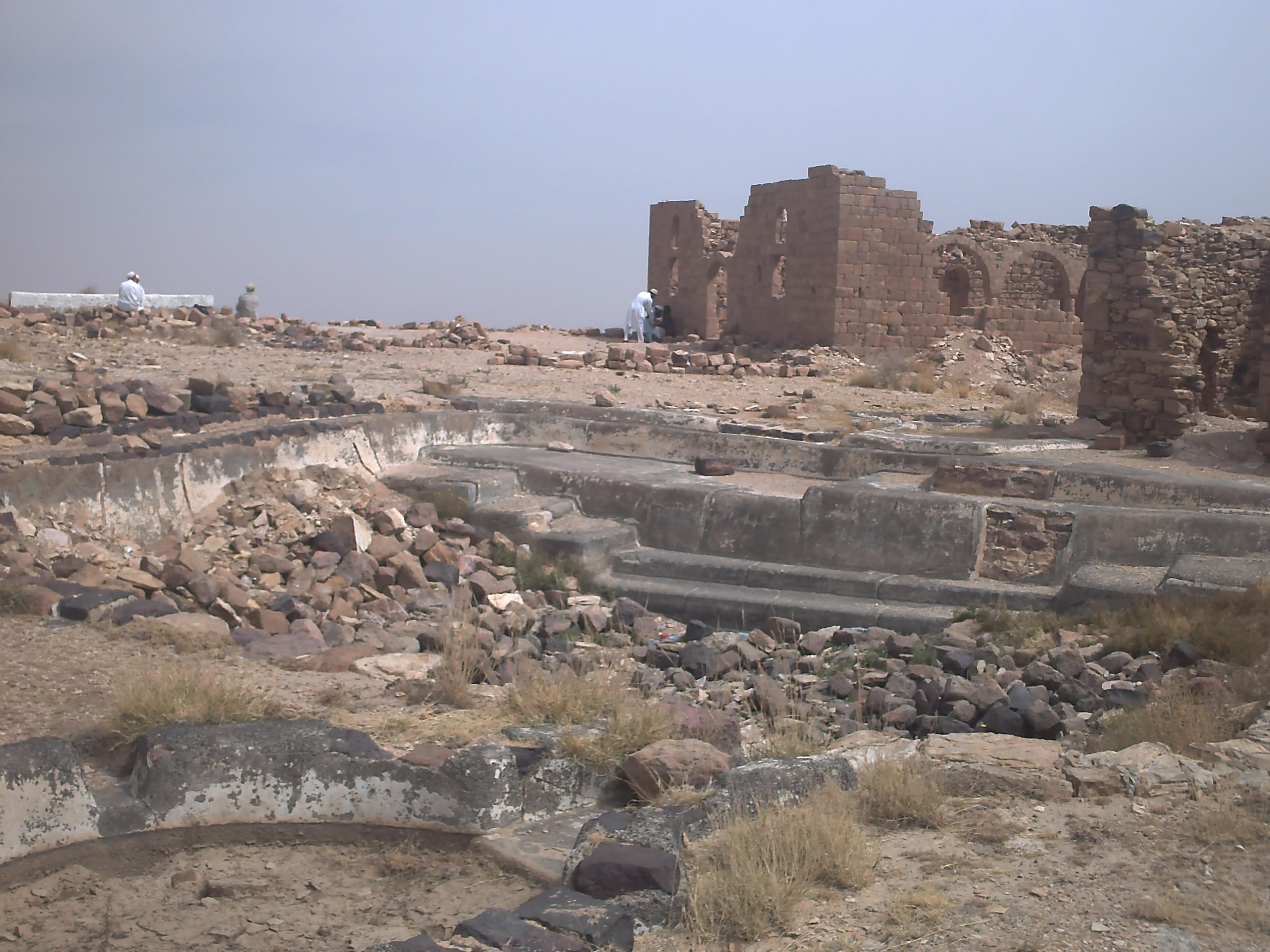
مسجد غاراف، بركة وما إلى ذلك على قمة التل